# Metro van Harbin
De metro van Harbin is een vorm van openbaar vervoer in de Chinese miljoenenstad Harbin. Drie lijnen met 73 stations (waaronder 5 stations die overstapmogelijkheden bieden op andere metrolijnen) op een traject van 91,57 km werden sinds september 2013 in gebruik genomen. Harbin werd toen de eerste stad in de provincie Heilongjiang waarvan het ook de hoofdstad is, waar een metro in gebruik werd genomen.
Het plan in Harbin een metro aan te leggen werd in 2005 goedgekeurd door de Staatsraad. De initiële investering werd geschat op het equivalent van 643 miljoen dollar.́ In 2006 werd een officiële "Initiatieceremonie van het Harbin Metro Trial Project" gehouden, wat de daadwerkelijke start van de bouwwerken voor metrolijn 1 betekende. De bouwers konden voor lijn 1 gebruikmaken van een 10,1 km lange luchtverdedigingstunnel die in de jaren 1970 werd gebouwd als onderdeel van de civiele luchtverdediging van de stad.
De planningscommissie keurde op 18 april 2016 twee bijkomende lijnen goed, die - na kostenbezuiniging in 2023 - in de komende decennia nog zouden aangelegd worden. Lijn 4 zou Qiansha met Minzu College verbinden, met een lengte van 34,5 km en 29 stations. Lijn 5 zou Dongsanhuan met Nanjing Road verbinden, over 36,1 km, met 25	geplande stations.

## Lijnen
| Lijn     | Eindbestemmingen                                      | Geopend    | Lengte   | Stations |
| -------- | ----------------------------------------------------- | ---------- | -------- | -------- |
| 1        | Harbin East Railway Station - Xinjiang Street         | 2013, 2019 | 26,27 km | 23       |
| 2        | Jiangbei University Town - Meteorological Observatory | 2021       | 28,19 km | 19       |
| 3 cirkel | Sports Park - Sports Park                             | 2017, 2024 | 37,11 km | 36       |

## Tarieven
De tarieven variëren van ¥ 2 tot ¥ 4, afhankelijk van de reisafstand. Kaarten voor een enkele rit en oplaadbare tariefkaarten kunnen worden gekocht bij loketten of automaten met tariefkaarten in elk station.

## Ligging in stad

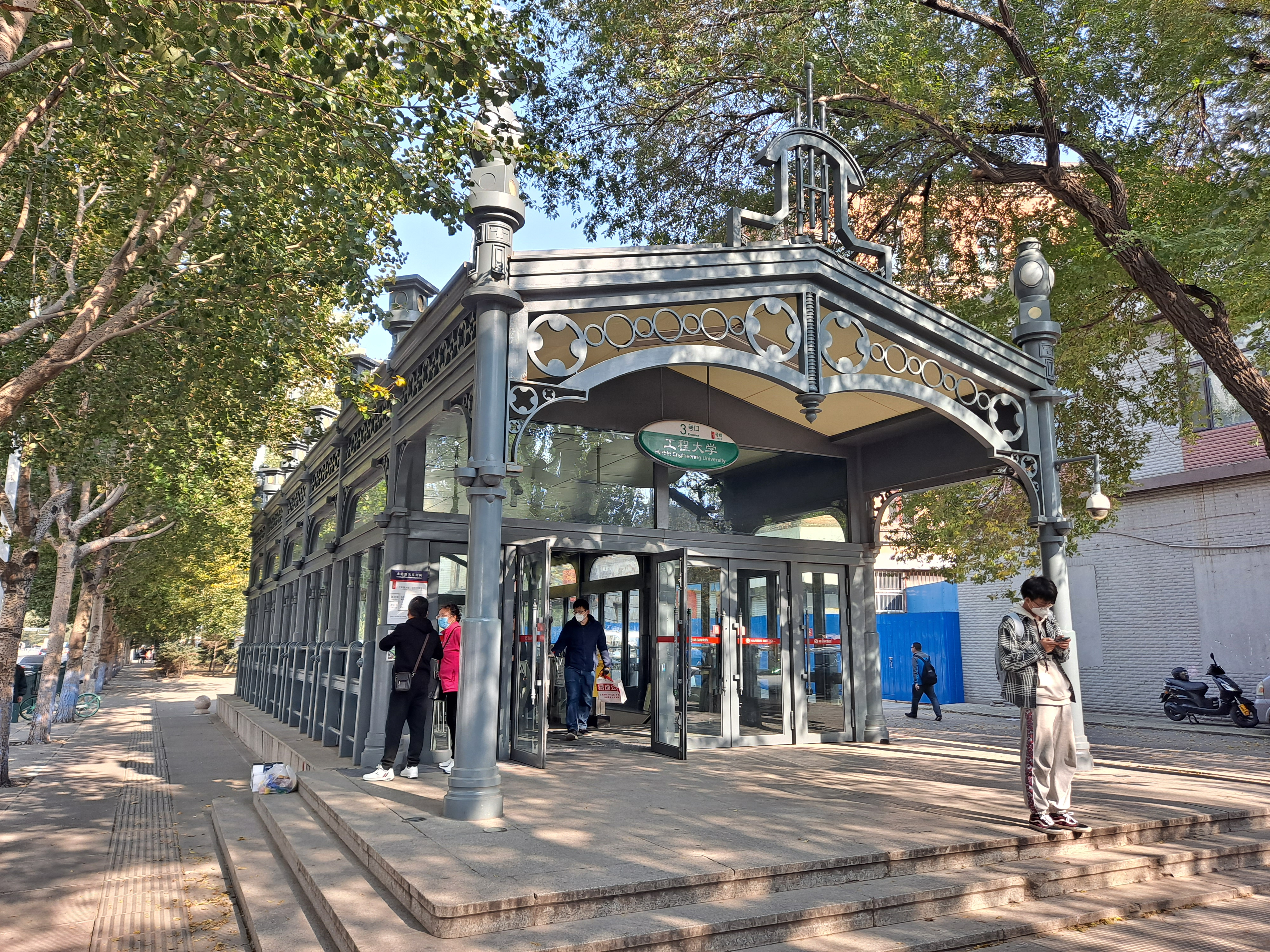
Toegang tot het Harbin Engineering University metrostation

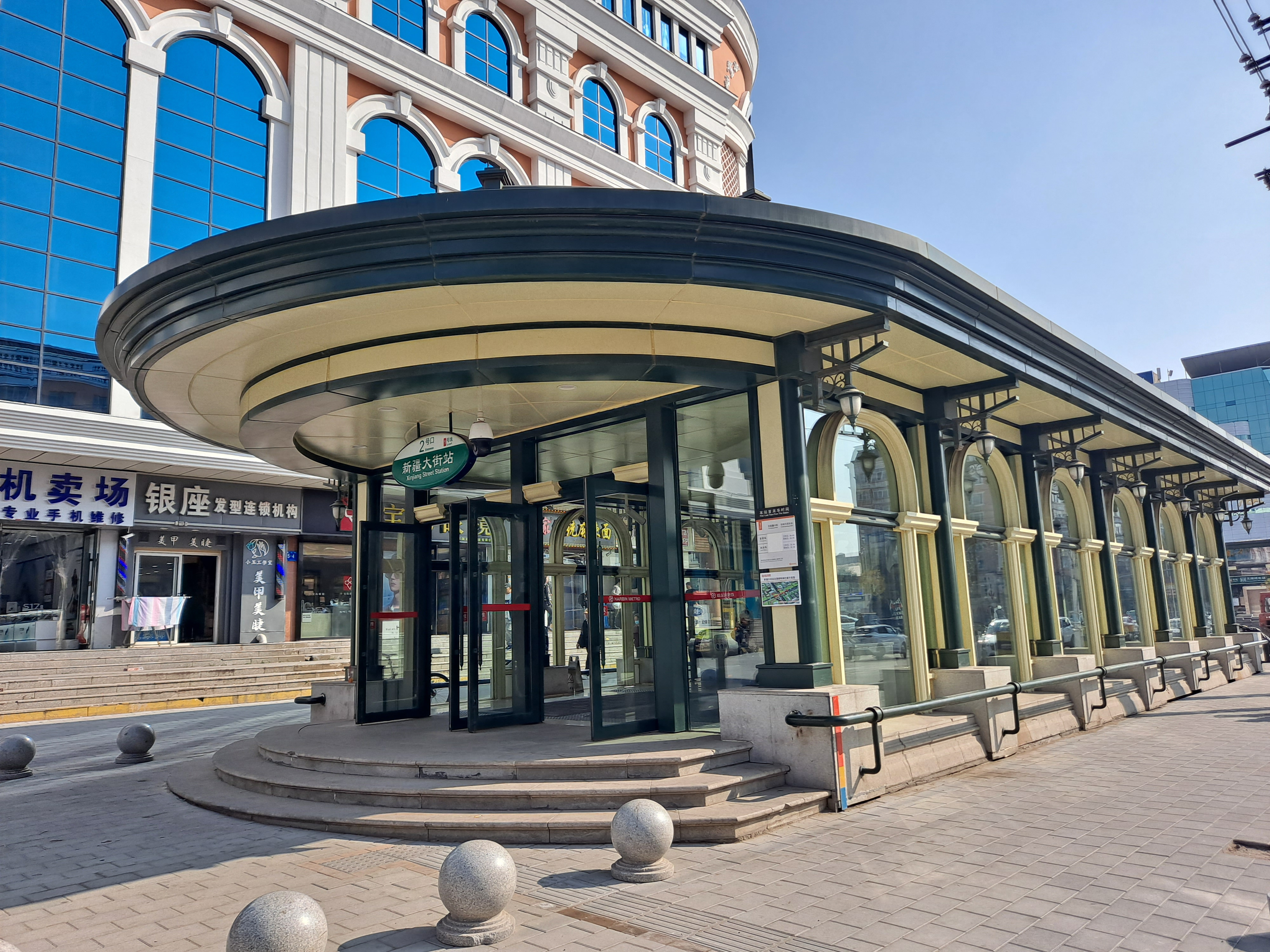
Xinjiang Street metrostation